# Mike Hawthorn
John Michael Hawthorn (Mexborough 10. travnja 1929. – Guilford 22. siječnja 1959.) je bio britanski sportski automobilist, svjetski prvak u Formuli 1 1958. godine za tim Ferrari. Rođen je u engleskoj pokrajini Yorkshire. Školovao se u Ardingly College,  te je svoj prvi trkaći nastup imao 1950. Hawthorn je postao prvi britanski svjetski prvak u Formuli 1. Odmah nakon osvajanja titule objavio je da se povlači iz utrkivanja jer je bio snažno pogođen pogibijom momčadskog kolege i prijatelja Petera Collinsa na Velikoj nagradi Njemačke. Ironijom sudbine Hawthorn je poginuo u cestovnoj nesreći tek šest mjeseci nakon povlačenja.

### Trkaća karijera prije Formule 1
Mike Hawthorn debitirao je u utrkama vozeći svoj 1934 Riley Ulster Imp, KV 9475, pobijedivši u kategoriji 1,100 c.c. sportskih automobila na natjecanju Brighton Speed Trials, 2. rujna 1950. Iduće 1951. godine osvojio je Motor Sport Brooklands Memorial Trophy, kao i Ulster Trophy Handicap i Leinster Trophy.

### Karijera u Formuli 1
Hawthorn je imao svoj debi u Formuli 1 na Velikoj nagradi Belgije 1952. godine, koju je završio na četvrtom mjestu. Prvu pobjedu u Formuli 1 ostvario je u devetom nastupu vozeći za momčad Ferraria na Velikoj nagradi Francuske 1953. godine na stazi u Reimsu. 
U siječnju 1955. Hawthorn se pridružio momčadi Jaguar, gdje je zamijenio Stirlinga Mossa, koji je otišao u momčad Mercedes. Hawthorn je pobijedio na utrci 24 sata Le Mansa 1955. nakon vrlo upečatljive vožnje, pri čemu je postavio rekord kruga prosječnom brzinom od 122 mph (196 kmh) tijekom trosatnog duela s Fangiom u početnom stadiju utrke. Na žalost, to je upravo bila jedna od onih po zlu upamćenih utrka u povijesti automobilizma zbog nesreće u kojoj je poginulo 83 gledatelja i vozač Pierre Levegh. Do nesreće je došlo kad je Hawthorn naglo zakočio ispred automobila Healey koji je vozio Lance Macklin da bi ušao u boks, i to neposredno nakon što ga je pretekao. Zbog toga je Macklin naglo skrenuo ravno u putanju Mercedesa koji je vozio Levegh. Nakon sudara s Healeyem Mercedes je udario zaštitni nasip uz rub staze i raspao se, pri čemu su motor i drugi dijelovi odletjeli u publiku. Osam sati kasnije, dok su bili u vodstvu dva kruga ispred momčadi Jaguar, momčad Mercedesa napustila je utrku u znak poštovanja prema svim poginulima. Momčad Jaguara je bila pozvana da učini isto i pridruži se Mercedesu, ali je to odbila. Francuska štampa objavila je nakon utrke fotografije Hawthorna i Ivora Bueba kako slave svoju pobjedu ispijajući uobičajeni šampanjac, ali je taj čin popratila s prezirom. Mercedes ne samo da je zbog ove tragične nesreće napustio utrku, nego je kao momčad napustio i sudjelovanje u utrkama općenito i trebat će proći više od pola stoljeća dok se Mercedes 2010. nije vratio kao momčad u utrke Formule 1.
U 1957. Hawthorn se vratio u momčad Ferrari i uskoro postao dobar prijatelj s engleskim kolegom Peterom Collinsom. Tijekom 1958. njih su se dvojica našli u oštrom sukobu s trećim Ferrarijevim vozačem Luigi Mussom. Došlo je do ogorčene borbe u kojoj su se sva trojica natjecala za osvajanje novca iz nagradnih fondova. Te je godine Hawthorn pobijedio na Velikoj nagradi Francuske u Reimsu na kojoj je poginuo Luigi Musso dok je bio na drugom mjestu.

## Rezultati u Formuli 1
| Sezona | Momčad                                            | Šasija                          | Motor                         | Utrke | Pobjede | Podiji | Bodovi  | Plasman |
| ------ | ------------------------------------------------- | ------------------------------- | ----------------------------- | ----- | ------- | ------ | ------- | ------- |
| 1952.  | LD Hawthorn AHM Bryde                             | Cooper T20                      | Bristol I6                    | 5     | 0       | 1      | 10      | 5.      |
| 1953.  | Scuderia Ferrari                                  | Ferrari 500                     | Ferrari I4                    | 8     | 1       | 3      | 19 (27) | 4.      |
| 1954.  | Scuderia Ferrari                                  | Ferrari 625 / 553               | Ferrari I4                    | 8     | 1       | 4      | 24,64   | 3.      |
| 1955.  | Vandervell Products Ltd. Scuderia Ferrari         | Vanwall Ferrari 555 / 625       | Vanwall I4 Ferrari I4         | 6     | 0       | 0      | 0       | -       |
| 1956.  | Owen Racing Organisation Vandervell Products Ltd. | Maserati 250F BRM P25 Vanwall   | Maserati I6 BRM I4 Vanwall I4 | 5 (3) | 0       | 1      | 4       | 12.     |
| 1957.  | Scuderia Ferrari                                  | Lancia-Ferrari D50A Ferrari 801 | Lancia V8                     | 6     | 0       | 2      | 13      | 4.      |
| 1958.  | Scuderia Ferrari                                  | Ferrari Dino 246                | Ferrari V6                    | 10    | 1       | 7      | 42 (49) | 1.      |